# 大麻二酚二甲醚
大麻二酚二甲醚（英語：Cannabidiol dimethyl ether，缩写CBDD）是一种人工合成的大麻二酚衍生物，用于控制动脉粥样硬化中的亚油酸氧化。